# Emblema del Sikkim
L'emblema del Sikkim, disegnato nel 1877 da Robert Taylor, è l'attuale sigillo ufficiale dello stato federato indiano del Sikkim. In precedenza è stato usato come stemma dei Chogyal e del Regno del Sikkim.

## Descrizione
Al centro dello stemma è posto uno scudo in cui sono raffigurati un fior di loto all'interno di una ruota della preghiera buddista. Come sostegni sono usati due draghi. Lo scudo è timbrato da un elmo, su cui è posta una conchiglia, rivolto verso destra. I draghi sorreggono un cartiglio riportante il motto, in lingua tibetana, «༄༅།ཁམས་གསུམ་དབང་འདུས།» (traslitterato: Kham-sum-ongdu, tradotto: "Conquistatore dei tre mondi").
Nel complesso lo stemma ha uno stile europeo.

## Significato
Il loto e la conchiglia sono due pittogrammi dell'aṣṭamaṃgala che simboleggiano rispettivamente la purezza e la pervasività del Dharma di Buddha.

## Stendardo presidenziale
Lo stendardo presidenziale è composto da un campo bianco con al centro l'emblema del Sikkim.

Stendardo presidenziale del Sikkim